# Сарта (автодром)

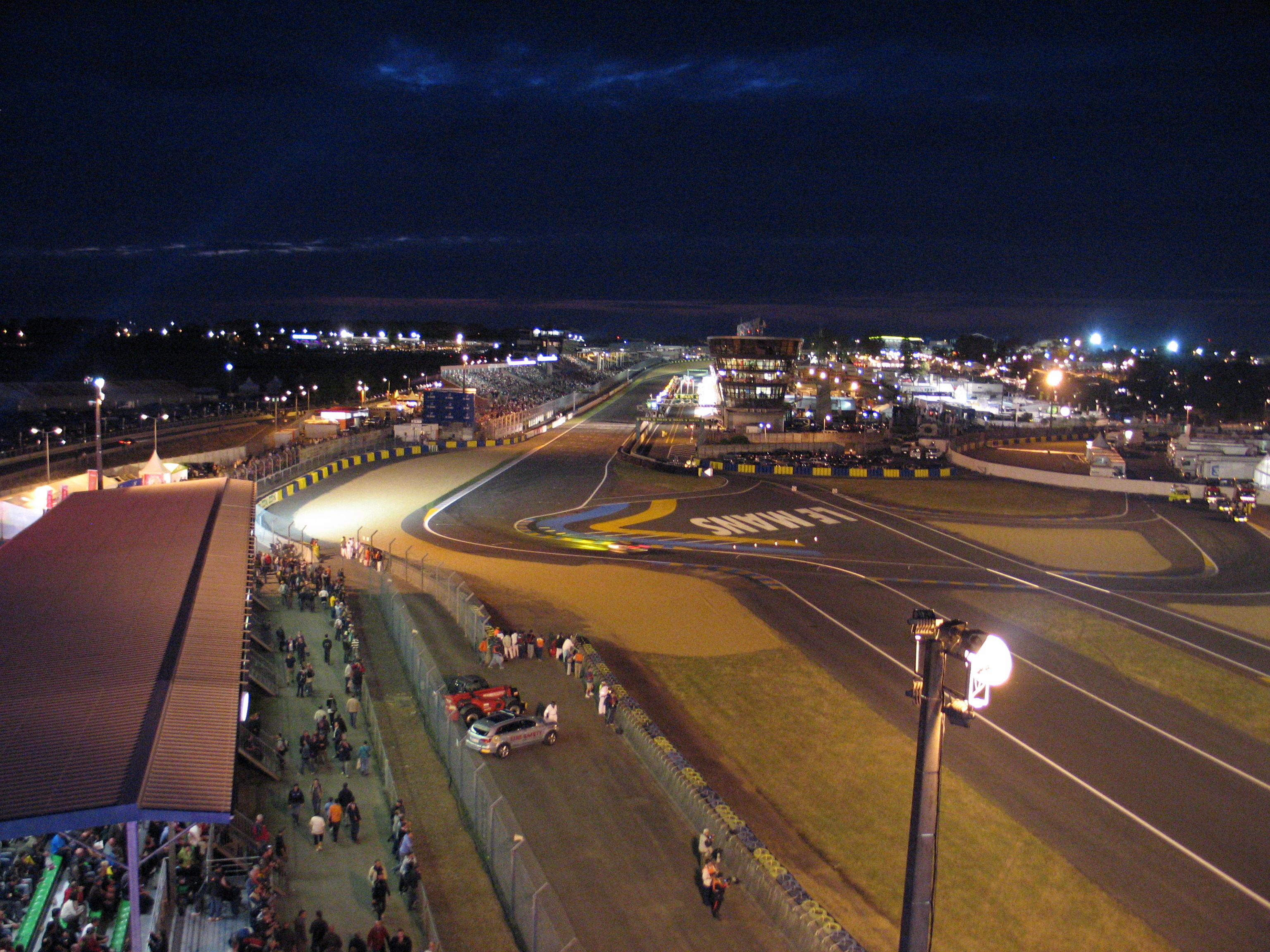

Кільце Бугатті

Са́рт (фр. Circuit de la Sarthe), відома також як Тра́са 24 годи́н (фр. Circuit des 24 Heures) — автомотодром, розташований недалеко від французького міста Ле-Ман. Найбільш відомий завдяки автомобільним змаганням на витривалість 24 години Ле-Мана та мотоциклетному Гран-Прі Франції, які тут проходять щороку. Під час змагань частково використовуються місцеві дороги, які залишаються відкритими для громадськості більшу частину року. Довжина траси у її нинішній конфігурації становить 13,629 км, що робить її однією із найдовших у світі.
Під час 24-годинної гонки Ле-Ман до 85% часу автомобілі рухаються на повному газу, а це означає величезне навантаження на двигун і компоненти трансмісії. Це також означає величезний знос гальм і підвіски, оскільки автомобілі на деяких ділянках повинні сповільнюватися з швидкості понад 200 миль на годину (320 км/год) до приблизно 65 миль (100 км/год).

## Кільце Bugatti
Кільце Bugatti є постійною гоночною трассою, розташованою в межах автодрому Сарта, названа на честь Етторе Бугатті. Тут з 2000 року щороку відбувається Гран-Прі Франції — етап змагань з шосейно-кільцевих мотогонок MotoGP.
Побудоване у 1965 році, модифіковане у 2008. Довжина траси 4 180 метрів. У кільці використовується частина більш великого кільця і окремі, спеціально побудовані споруди. Ділянка треку кільця Bugatti, яка знаходиться на великому кільці Сарта, включає Шикану Форда (англ. Ford Chicane) в кінці кола, піт-комплекс, і пряму, де знаходиться міст Dunlop Tyres.
Спостерігати за змаганнями на кільці Bugatti можуть з комфортом до 100 000 глядачів. Окрім змагань MotoGP тут також проходять 24-годинні змагання вантажівок, FIA чемпіонат GP2, французький автомобільний чемпіонат Touring GT та інші гонки.